# Devivere

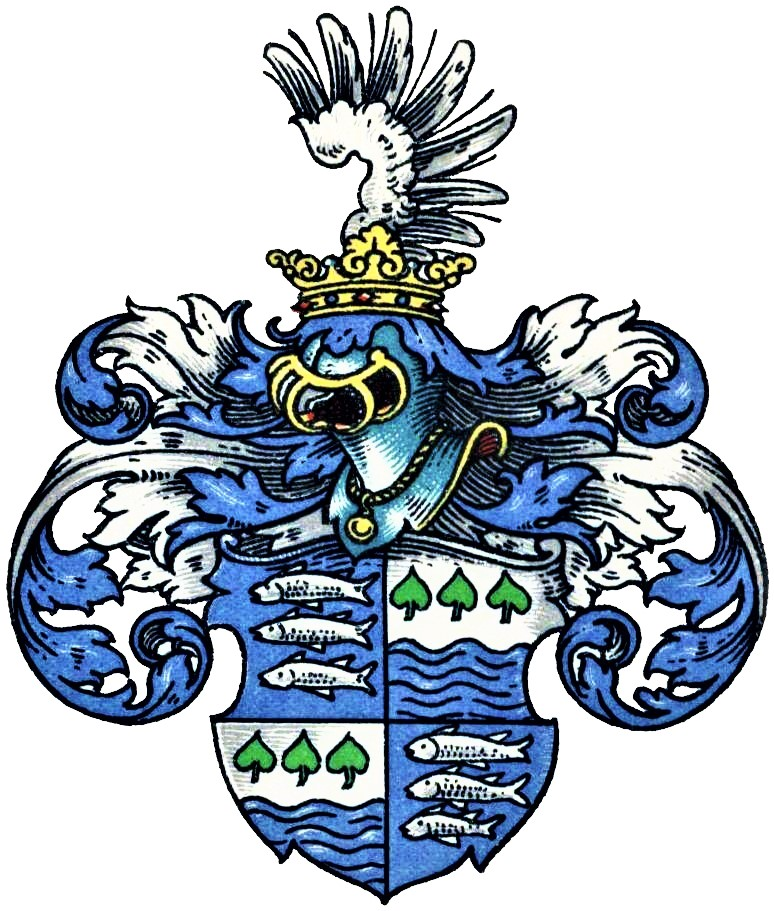
Wappen derer von Devivere im Wappenbuch des Westfälischen Adels

Devivere (in den Niederlanden auch Van de Vivere) ist der Name eines niederländischen Adelsgeschlechts, das auch nach Westfalen kam.

## Geschichte
Das Geschlecht stammt ursprünglich aus Gent. Anselm Franz Joseph von Devivere emigrierte in Folge der Französischen Revolution aus Holland nach Westfalen und erwarb das Haus Hohenover im Hammer Stadtteil Norddinker. Anselm Franz Joseph war mit Franziska von Tassigny verheiratet. Ihr Sohn Johannes Franz August von Devivere war ab 1841 mit Theresia von Schade verheiratet, die das Rittergut Bockum in Meschede in die Ehe brachte. Ab 1824 war Johannes Franz August Bürgermeister in Füchtorf, ab 1829 Bürgermeister in Arnsberg. Ab 1837 war er Bürgermeister in Schwefe und ab 1844 in Freienohl. 1854 wurde er zum Landrat im Kreis Meschede ernannt. Daneben wird 1845 ein Justiz-Assessor von Devivere in Breslau erwähnt.
Im April 1885 war ein Major Diedrich von Devivere Leiter einer Expedition der Deutsch-Ostafrikanischem Gesellschaft zum Viktoria-See. Die Expedition kam jedoch nicht über den Küstenort Saadani hinaus. Gründe hierfür waren vermutlich die Unerfahrenheit der Teilnehmer, aber auch der Alkoholismus Deviveres. Die Reise wurde abgebrochen und nicht wieder aufgenommen. Er starb 1894 in Berlin-Friedenau und war mit Franziska Freiin von Schleinitz (1845–1910), Schwester des kgl. preuß. Generalleutnants Freiherr Leo von Schleinitz verheiratet.

## Persönlichkeiten
- Johannes Franz August von Devivere (1798–1878), Kommunalpolitiker und Landrat

## Wappen
Blasonierung im Wappenbuch des Westfälischen Adels: Quadriert: In den Feldern 1 und 4 in Blau drei nach rechts schwimmende, silberne Fische übereinander; die Felder 2 und 3 geteilt, unten blaue Wellen, oben in Silber drei balkenweise gestellte grüne Blätter. Auf dem gekrönten Helm ein silberner Flügel. Die Helmdecken sind blau-silbern.